# Réforme bachelier-master-doctorat
Pour les articles homonymes, voir BMD.
La réforme bachelier-master-doctorat, réforme baccalauréat-maitrise-doctorat ou réforme BMD est une réforme européenne du système éducatif conçue par le processus de Bologne et donc parfois appelé réforme de Bologne. 
Son but est de normaliser le système d'enseignement dans les universités européennes afin d'harmoniser l'étude des normes en termes de contenu, de curriculum, de programme et des crédits de cours. À la suite de cette réforme, les universités européennes offriront trois degrés de niveaux, dont les noms varient d'un pays à l'autre :
- baccalauréat universitaire ou bachelier (appelé licence en France et licenciatura au Portugal, bachelor en Suisse), auquel peut être lié un cycle court ;
- master ou maitrise
- Doctorat (PhD).

## Contexte européen
Le processus de Bologne est un processus de rapprochement des systèmes d'études supérieures européens amorcé en 1998 et qui a conduit à la création en 2010 de l'espace européen de l'enseignement supérieur, constitué de 48 États. Cet espace concerne principalement les États de l'Espace économique européen ainsi que, notamment, la Turquie et la Russie. Les études supérieures en Afrique et celles de l'ancienne Union soviétique ont aussi été réformées en raison des liens historiques, politiques et linguistiques qui unissent certains pays avec leur zone d'influence. Amorcé en 1998 par la déclaration de la Sorbonne du 25 mai 1998, le processus de Bologne vise à faire de l'Europe un espace compétitif à l'échelle mondialisée de l'économie de la connaissance.

## Réforme
| Doctorat/PhD (3)                             |
| Master/Maîtrise (2)                          |
|                                              |
| Licence/Bachelor /Bachelier/Baccalauréat (3) |
|                                              |
| Système de Grade BMD                         |

Son but est de normaliser le système d'enseignement dans les universités européennes afin d'harmoniser l'étude des normes en termes de contenu, de curriculum, de programme et des crédits de cours. 
Une autre partie de la réforme est l'introduction du système européen de transfert et d'accumulation de crédits dit « ECTS ».
À la suite de cette réforme, les universités européennes offriront trois niveaux de grades, dont les noms varient d'un pays à l'autre :
- baccalauréat universitaire ou bachelier (appelé licence en France et licenciatura au Portugal, bachelor en Suisse). Une qualification de cycle court, de 90 à 120 ECTS peut y est intégrée ou être distincte[3] ;
- master ou maitrise
- Doctorat (PhD)[4].

## Par Pays

### En France
En France, elle porte le nom de réforme licence-master-doctorat ou de réforme LMD.

### En Belgique
On nomme parfois cette réforme : « réforme de Bologne » car conçue selon le processus de Bologne.
En Communauté française de Belgique, c'est le décret du 31 mars 2004 définissant l'enseignement supérieur, favorisant son intégration dans l'espace européen de l'enseignement supérieur et refinançant les universités qui engage cette transformation,.